# 7번가/메트로센터역
7번가/메트로센터역 (7th Street/Metro Center Station)은 로스앤젤레스 메트로의 B선이랑 D선, A선, E선의 환승역이다.

## 역 정보

### 역 구조
| 1층     | 길거리                                     | 서, 중, 동 출입구 (내려감), 메트로 버스 정류장 |
| 1층     | J선                                        | ← 퍼싱스퀘어역 Pershing/Square Station ← 엘몬테행 (기점행)                                                                                            |
| 1층     | J선                                        | → 플라워/올림픽 Flower/Olympic → 하버게이트웨이 공군기지/샌피드로행 (종착점행)                                                                        |
| 지하1층 |                                            | 중 출입구 (올라감), 표 사는 곳, 개찰구 |
| 지하2층 |                                            | ↑ 동 출입구 (올라감), 표 사는 곳, 개찰구 ↑ |
| 지하2층 | 상대식 승강장, 오른쪽 출입문이 열림        | |
| 지하2층 | A선 E선 A선 L선                            | ← 종착점 (멈추는 장소) ← 종착점 (멈추는 장소) ← (계획) 2nd Pl/Hope St ←A선은 APU/시트러스 칼리지, L선은 애틀랜틱행 (종착점행)                         |
| 지하2층 | A선 E선 L선 ←                              | → 피코역 Pico Station → A선은 다운타운 롱비치, E선은 다운타운 샌타모니카행 (종착점행) → (계획) 피코역 Pico Station → 다운타운 샌타모니카행 (종착점행) |
| 지하2층 | 상대식 승강장, 오른쪽 출입문이 열림        | |
| 지하2층 | ↓ 서 출입구 (올라감), 표 사는 곳, 개찰구 ↓ | |
| 지하3층 | B선 D선                                    | ← 웨스트레이크/맥아터공원역 Westlake/MacArthur Park Station ← B선은 노스할리우드역, D선은 윌셔/웨스턴행 (종착점행)                                    |
| 지하3층 | 섬식 승강장, 왼쪽 출입문이 열림            | |
| 지하3층 | B선 D선                                    | → 퍼싱스퀘어역 Pershing Square Station → 유니언행 (기점행)                                                                                            |

### 열차 운행 정보

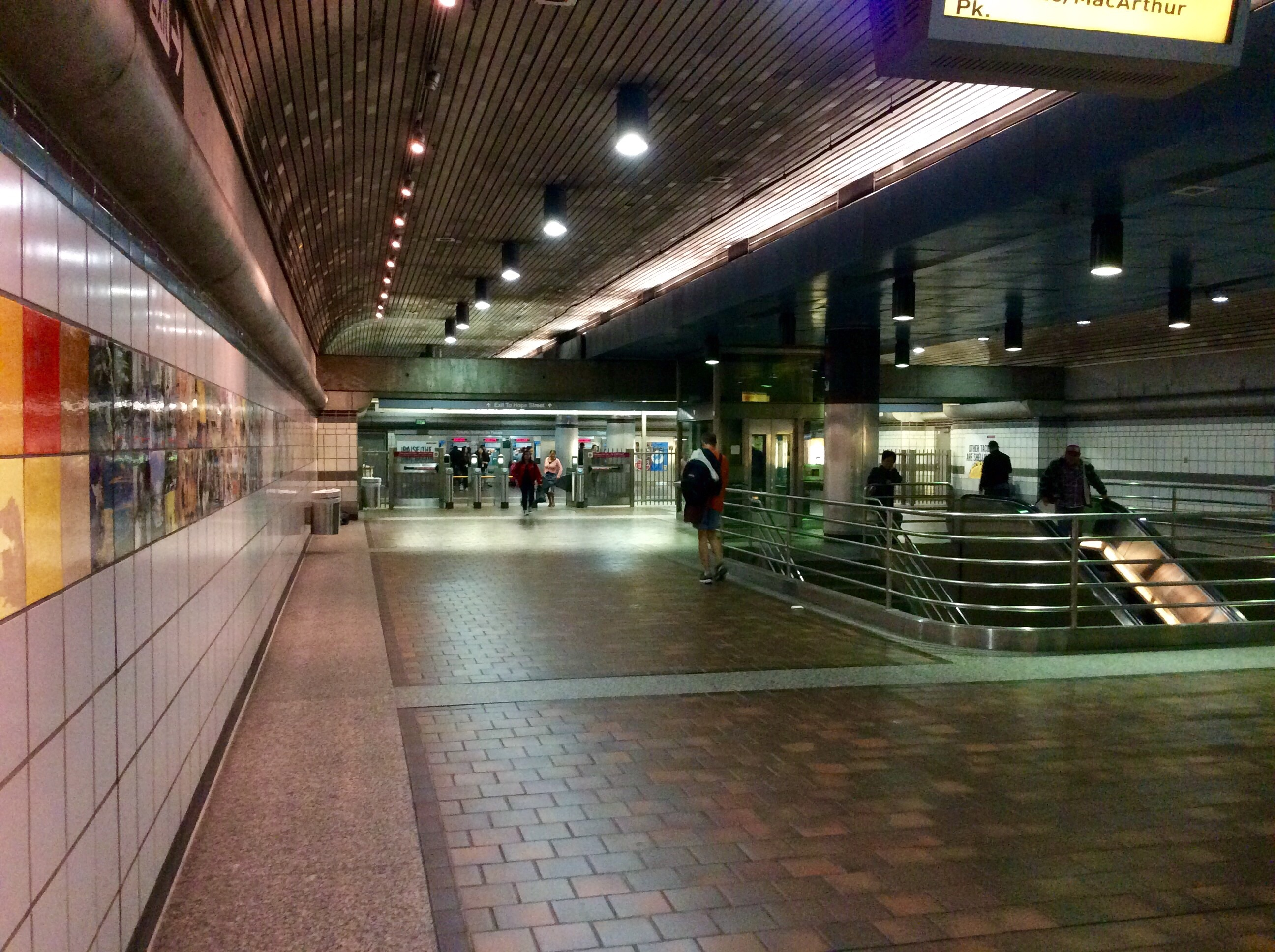
지하1층의 모습.

이 역에서는 일반 시간에 지하철 운행이 오전 5시부터 시작하여 오전 12시 45분까지 운행한다. 그러나 오후 9시가 지날 경우, 열차 점검이랑 검사를 실행하기 때문에 시간표가 비정확해진다고 했다. J선의 경우 오전 5시부터 시작하여 오전 1시까지 운행한다.

## 연결 가능한 버스노선
| 메트로 Metro Bus        | 일반 메트로버스: 20, 51, 52, 60 급행 메트로버스: 720, 760 |
| LADOT                   | 일반: - DASH: D, E, F                                     |
| 푸트힐 Foothill Transit | -                                                         |
| 빅블루버스 Big Blue Bus | 10                                                        |
| 기타:                   | -                                                         |

## 사진

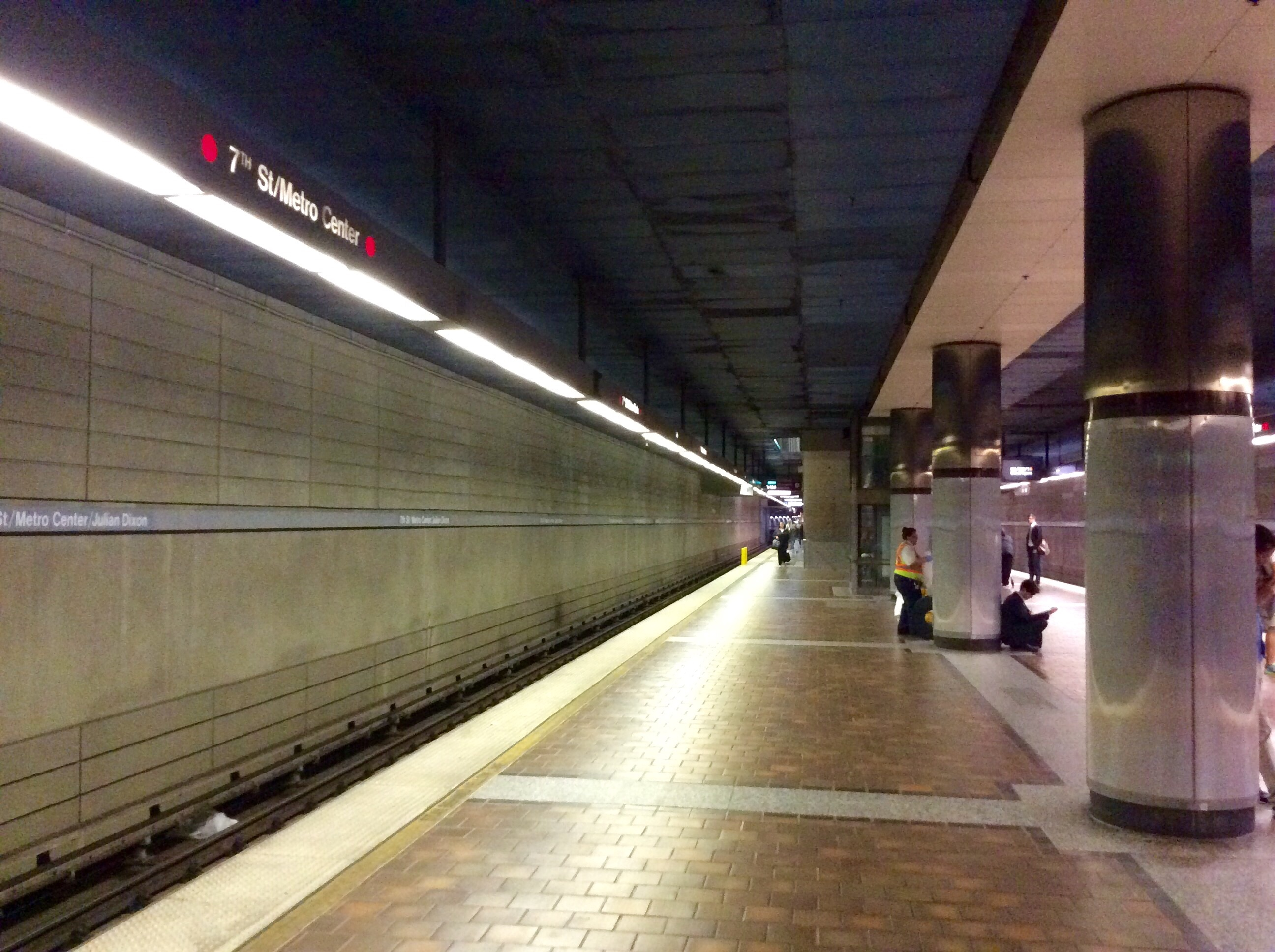
B선과 D선 승강장
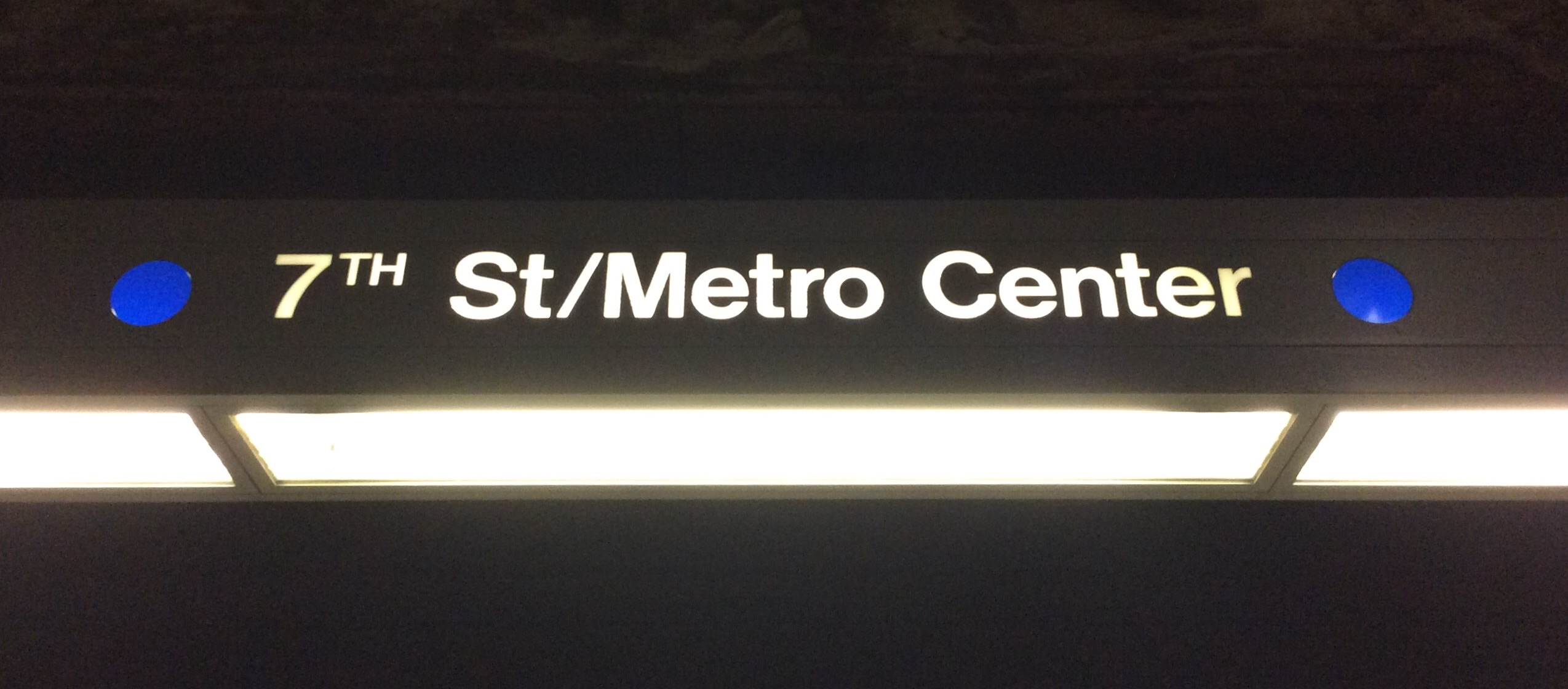
A선과 E선 역명판
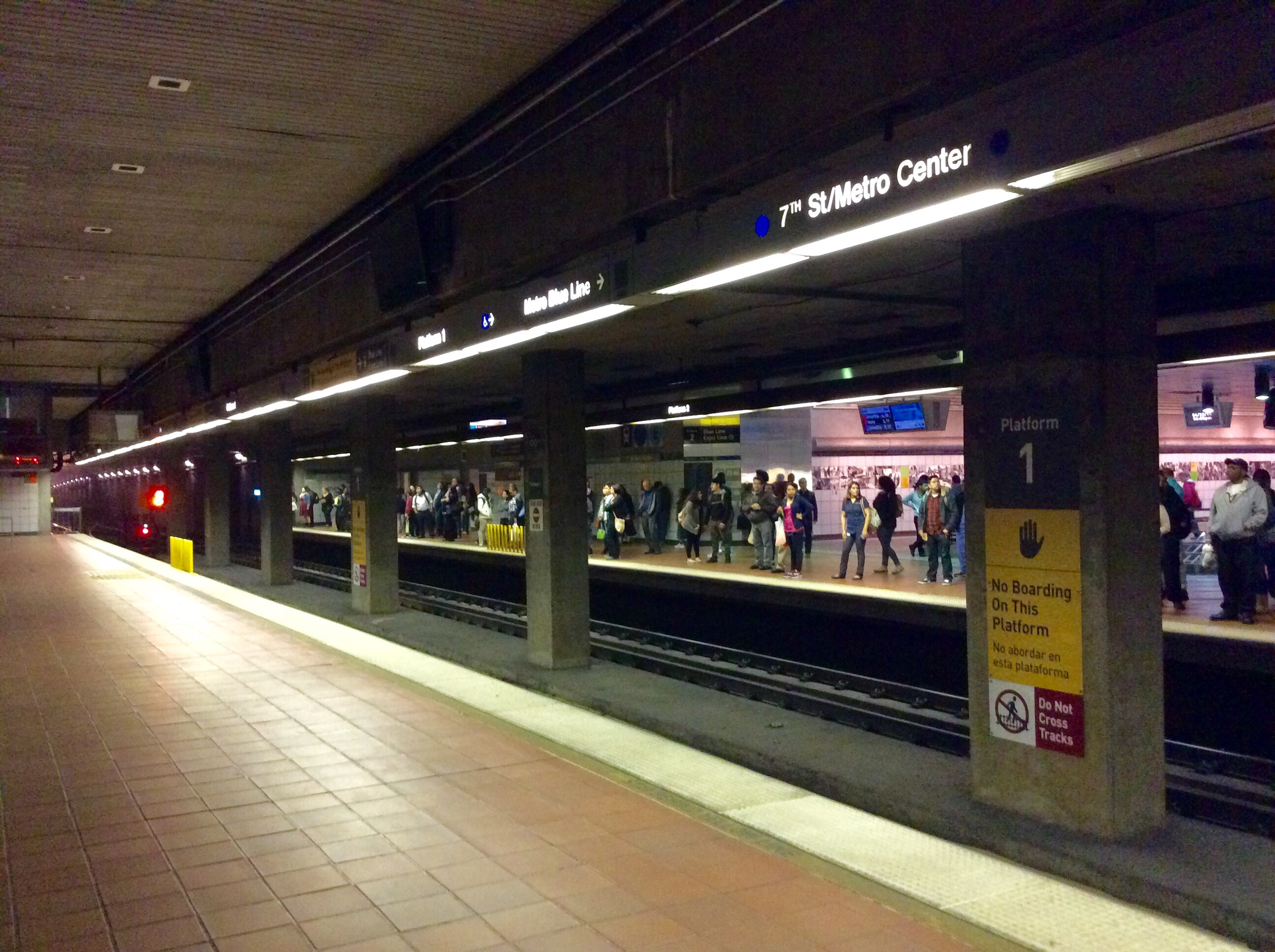
A선과 E선 승강장